# Paul von Criegern
Friedrich Paul von Criegern (* 5. Dezember 1850 in Bautzen; † 30. Oktober 1930) war ein sächsischer Generalleutnant.

## Leben

### Herkunft
Paul war der älteste Sohn des Präsidenten des Appellationsgerichts Leipzig Robert von Criegern (1808–1890) und dessen Ehefrau Klara, geborene von Polenz (1824–1878). Der sächsische Generalmajor Arndt von Criegern (1857–1940) war sein jüngster Bruder.

### Militärkarriere
Criegern trat 1868 als Fähnrich in die Sächsische Armee ein und avancierte im Jahr darauf zum Sekondeleutnant. Als Adjutant des II. Bataillons im Schützen-(Füsilier-)Regiment Nr. 108 nahm er 1870/71 während des Krieges gegen Frankreich an der Schlacht bei Villiers teil. Für sein Wirken erhielt Criegern das Ritterkreuz des Albrechts-Ordens mit Kriegsdekoration und das Eiserne Kreuz II. Klasse.
Nach Kriegsende wurde er am 26. Februar 1874 zum Premierleutnant befördert und war in den folgenden Jahren als Inspektionsoffizier zur Kriegsschule in Kassel kommandiert. 1880 kehrte Criegern in den Truppendienst zurück und wurde am 30. Oktober 1880 zum Hauptmann befördert. 1889 wurde er mit dem Roten Adlerorden IV. Klasse und dem Ritterkreuz II. Klasse des Hausordens vom Weißen Falken ausgezeichnet und dann am 20. Mai 1890 zum Major befördert. Nach Auszeichnung mit dem Dienstauszeichnungskreuz wurde er 1891 Kommandeur des III. Bataillons im 2. Grenadier-Regiment „Kaiser Wilhelm, König von Preußen“ Nr. 101. Nach Beförderung zum Oberstleutnant am 21. Februar 1895 wurde er Kommandeur des 3. Jäger-Bataillon Nr. 15. Nach weiterer Beförderung zum Oberst am 12. August 1897 und Auszeichnung mit dem preußischen Kronen-Orden III. Klasse sowie dem Ritterkreuz I. Klasse des Verdienstorden wurde er von der Armee verwendet. Er wurde dann Kommandeur des 6. Infanterie-Regiments Nr. 105 „König Wilhelm II. von Württemberg“ und sein Regimentschef verlieh ihm das Komturkreuz II. Klasse des Friedrichs-Ordens.
Unter Beförderung zum Generalmajor wurde Criegern am 19. Juli 1901 zu den Offizieren von der Armee versetzt und am 27. Oktober 1901 zum Kommandeur der 3. Infanterie-Brigade Nr. 47 ernannt. In dieser Eigenschaft erhielt er im November 1902 die Erlaubnis zur Annahme des Großkreuzes des Franz-Joseph-Ordens. Unter Verleihung des Charakters als Generalleutnant wurde Criegern am 20. September 1904 mit Pension zur Disposition gestellt.
Nach Ausbruch des Ersten Weltkrieges wurde Criegern trotz seinem Alter reaktiviert und zum Kommandeur der 105. Infanterie-Brigade ernannt. Er führte die Brigade nach Flandern an der Westfront und nahm an der Ersten Flandernschlacht teil. Er wurde am 15. Dezember 1914 wegen seiner Verdienste mit dem Ritterkreuz des Militär-St.-Heinrichs-Ordens ausgezeichnet.

## Ehrungen
- Der Criegernweg in Berlin-Lichtenberg wurde nach ihm benannt.[11]